# A Mix-Up on the Plains
Pour plus de détails, voir Fiche technique et Distribution.
A Mix-Up on the Plains est un film muet américain réalisé par William Duncan, sorti en 1914.

## Fiche technique
- Titre : A Mix-Up on the Plains
- Réalisation : William Duncan
- Scénario : William Duncan
- Photographie :
- Producteur : William Selig
- Société de production : Selig Polyscope Company
- Société de distribution : General Film Company
- Langue : film muet avec les intertitres en anglais
- Format : Noir et blanc — 35 mm — 1,33:1 — Muet
- Métrage : 600 mètres (2 bobines)
- Genre : Western
- Durée : 20 minutes
- Dates de sortie : 
  - États-Unis : 7 avril 1914

## Distribution
- William Duncan :
- Florence Dye : l'institutrice
- Charles Wheelock :
- Lester Cuneo :
- Gladys Cuneo
- Eleanor Blevins